# Gare de Tours
Gare de Tours – stacja kolejowa czołowa w Tours, w Regionie Centralnym, we Francji. Stacja posiada 6 peronów.